# Aleksander Graff
Aleksander Graff (ur. 1887, zm. 1 kwietnia 1919 w Brzeźnie) – polski prawnik, ekonomista, działacz niepodległościowy i społeczny, współtwórca Związku Patriotycznego.

## Życiorys
Aleksander Graff należał do OMN Szkół Średnich, a następnie OMN Szkół Wyższych w Kijowie, gdzie skończył studia prawnicze i ekonomiczne. W 1907 roku był współorganizatorem Narodowego Związku Chłopskiego powstałego w wyniku oderwania się sekcji wiejskiej od Ligi Narodowej. Należał do „Zetu”, w którym od 1914 roku był członkiem Komitetu Centralnego (wraz z Kazimierzem Wyszyńskim i Stanisławem Janikowskim). Na początku I wojny światowej przyjechał do Warszawy, gdzie również zaangażował się w działalność polityczną. Przeszedł wraz z bratem Stanisławem przez Wolną Szkołę Wojskową. Działał m.in. w Konfederacji Stronnictw Niepodległościowych, był współorganizatorem Polskiego Stronnictwa Ludowego „Wyzwolenie”, reprezentował OMN w Centralnym Komitecie Narodowym w Warszawie (od lipca 1916 do maja 1917) i w Radzie Narodowej powstałej po podpisaniu aktu 5 listopada 1916 roku, których był współzałożycielem i członkiem. Należał do tzw. obozu Piłsudskiego. Był przewodniczącym konferencji braterskiej „Zetu” okręgów warszawskiego i lubelskiego w Lublinie.
W 1918 roku wraz z grupą starszych członków OMN utworzył Związek Młodej Polski. Latem 1918 roku był członkiem 12-osobowej grupy członków „Zetu”, która była inicjatorem powstania Związku Patriotycznego. Został członkiem pierwszej Centralizacji tego związku.
W 1919 roku ratował w Brzeźnie miejscową ludność przed epidemią tyfusu, na który zaraził się i zmarł tamże.

## Ordery i odznaczenia
W 1931 roku Aleksander Graff został pośmiertnie odznaczony Krzyżem Niepodległości.

## Życie rodzinne
Aleksander Graff miał brata Stanisława, urodzonego w 1893 roku w Babinie na Ukrainie. Podobnie jak brat, Stanisław należał do OMNSŚ, a później OMNSW w Kijowie. W 1915 roku przyjechał do Królestwa, gdzie działał w tamtejszym OMN. W lecie 1915 roku pracował jako student medycyny w szpitalu dla zakaźnie chorych. Chorował na tyfus. Po wyzdrowieniu działał w OMN i POW. Zmarł na chorobę płuc 15 grudnia 1917 roku w Otwocku. W 1931 roku również otrzymał (pośmiertnie) Krzyż Niepodległości.